# Одайник, Оксана Вадимовна
Ода́йник Окса́на Вадимовна (род. 28 сентября 1953, Киев) — украинская художница, живописец, педагог. Народный художник Украины (2013). Член Национального союза художников Украины, доцент кафедры живописи и композиции Академии искусств Украины.

## Биография
В 1972 году окончила Художественную школу им. Тараса Шевченко.
1978 — окончила Киевский художественный институт по специальности «художник-живописец» (преподаватели: Лопухов Александр Михайлович, Гурин Василий Иванович, Голембиевская Татьяна Николаевна, Забашта Василий Иванович, Ятченко Юлий Николаевич.
С 1979 года — член Союза художников СССР. Член Союза художников Украины.
С 2001 года — Заслуженный художник Украины.
С 2005 года по настоящее время Оксана Одайник — заместитель Председателя секции живописи Киевской организации Национального союза художников Украины.
С 2006 года и по настоящее время Оксана Одайник — член Правления Киевской организации Национального союза художников Украины.
С 2010 года Оксана Одайник член Экспертного совета Министерства культуры и туризма Украины по вопросам отбора и приобретения произведений изобразительного, декоративно — прикладного и народного искусства. Приказ № 1178/0/16-10, 06.12.2010, Министр М. А. Кулиняк.
В августе 2013 года по ГТРК Культура показана передача Арт-Клуб об Оксане Одайник.
30 ноября 2013 присвоено звание Народный художник Украины.
Преподаватель на кафедре живописи и композиции Национальной академии изобразительного искусства и архитектуры, доцент кафедры живописи и композиции НАОМА.
Работает в области станковой живописи.

## Семья
Отец — Одайник Вадим Иванович (1925—1984), художник-живописец — Народный художник УССР.
Мать — Зоя Александровна Одайник-Самойленко (1924—2002), художница-живописец — Заслуженный художник УССР.
Брат — Сергей Вадимович Одайник, художник.
Муж — Двоеглазов Михаил Михайлович (1950), художник-живописец.
Дочь — Двоеглазова Екатерина Михайловна (1975), художница-живописец.

## Награды
- 2001 — Заслуженный художник Украины.
- 2006 — Дипломант художественной премии КОНСХУ в области изобразительного искусства им. Ф. Кричевского.
- 2009 — Лауреат художественной премии «Киев» в области изобразительного искусства им. Сергея Шишко[7].
- 2013 — Народный художник Украины[1].

## Основные живописные работы
- «Цветущяя ветвь» (1970)
- «Гуцульский натюрморт» (1970)
- «Лето в Седневе» (1978)[8]
- «Народный мастер» (1980)[9]
- «В парке Лизогубов» (1981)[6]
- «Калина» (1982)[10]
- «Седнев. Сентябрь» (1982)[11]
- «Вот и лето прошло. Очаков» (1983)[12]
- «Полдень (Карпаты)» (1984)[13]
- «Гуцульский дом» (1984)[14]
- «Памяти отца» (1985)[15]
- «Весна в Седневе» (1985)
- «Гурзуф. Чеховский пляж» (1986)
- «Лето, тихий час. Очаков» (1986)[16]
- «Воспоминания» (Гурзуф)
- «Пространство (Гурзуф)» (1987)[17]
- «Осеннее мгновение» (1987)[18]
- «Зимнее солнце» (1987)
- «Ноябрь (Гурзуф)» (1987)[19]
- «Зарево (Чернобыль)» (1991)
- «Весна придет. (Чернобыль)» (1991)
- «Вспышки» (1996)
- «Индус» (1996)[20]
- «Мерцание осени» (1998)
- «Мистраль» (1999)
- «Vinsent» (2000)
- «Память солнца (Посвящение Ван Гогу)» (2000)
- «Время открытий» (2000)
- «Барвы. Краски лета.» (2000)
- «Лицо № 1» (2001)
- «Аромат цветов» (2001)
- «Ощущение» (2001)
- «Джаз» (2003)
- «Без названия» (2003)
- «Дорога в горы» (2005)
- «Первое впечатление (Карпаты)» (2005)
- «Летний дождь» (2006)
- «Аромат цветов» (2006)
- «Полуденная жара» (2006)
- «Солнечный день» (2007)
- «Лето в Юрках» (2007)
- «Чувство» (2008)
- «Время открытий» (2008)[21]
- «Июль» (2008)
- «Все в сад» (2009)
- «Город» (2010)[22]
- «Жара» (2011)
- «Мгновение» (2011)
- «Чувства» (2012)

## Основные коллекции
Произведения художницы есть в сборниках отечественных музеев, в частности Национального художественного музея Украины, Национального художественного музея им. Андрея Шептицкого во Львове, Тернопольском, Уманском, Винницком, Измаильском, Бердичевском, Запорожском музеях, в сборник Министерства культуры и Национальном союзе художников Украины, Фонда содействия развитию искусств (ФСРМ), а также в частных коллекциях Украины, России, Италии, Великобритании, США, Канады, Японии, Германии, Израиля, Китая, Франции …

## Выставки

### Персональные выставки
- 1995 — «Памяти отца». Галерея «Золотые ворота», Киев.
- 1997 — Галерея «Ля Базар», Тулуза, Франция.
- 2001 — Галерея искусств «Лавра», Киев. (Альбом)
- 2002 — Галерея Фонда культуры, Киев.
- 2003 — «Посвящение Ван Гогу». Галерея ФСРМ, Киев.
- 2003 — «Истоки». Залы Национального союза художников Украины, Киев.
- 2004 — «Живопись». Залы ФСРМ, Киев.
- 2008 — «Юбилейная». Галерея «Художник», Киев. (Альбом)[6]

### Групповые выставки
- 1998 — Международный арт — фестиваль, Украинский дом, Киев. (Альбом)
- 1999 — «Искусство Украины», (5 лет ФСРМ), Киев.
- 2000 — «Япония — Украина», Музей, Киев. (Альбом)
- 2001 — «Живопись 2001», Всеукраинское Триеннале живописи. Киев. (Альбом)
- 2001 — «10 лет Независимости». Галерея искусств «Лавра», Киев.
- 2002 — «Истоки». Галерея искусств «Лавра», Киев.
- 2002 — «Искусство Украины». ЦДХ, Москва.
- 2004 — «Круг друзей». (10 лет ФСРМ), Национальный художественный музей Украины, Киев.
- 2005 — «Современный украинский пейзаж». Национальный украинский музей, Чикаго. (Альбом)
- 2006 — «15 лет Независимости». Залы Национального союза художников Украины, Киев.
- 2006 — «Art Киев». Украинский дом, Киев. (Альбом).
- 2007 — «Живопись 2007». Всеукраинское Триеннале живописи. Киев. (Альбом)
- 2008 — «70 лет Союзу художников Украины». Киев, Москва. (Альбом)[25]

## Творчество
С 1968 года в активе художницы — Оксаны Одайник около 1000 живописных произведений: многочисленные пейзажи, жанровые полотна, натюрморты, портреты, 15 персональных выставок на Украине и за рубежом; более 70 групповых выставок, среди которых Всеукраинские и международные художественные выставки, участник различных АРТ- проектов на Украине и за рубежом.
Для Оксаны Одайник творчество — естественная и постоянная форма существования, она пишет, пока у неё есть эмоции, и ими проникнута её живопись.
В творчестве Оксаны Вадимовны Одайник можно определить несколько периодов, которые говорят о том, что интересовало и увлекало художницу в то или иное время. 1980-е годы можно назвать «традиционными пейзажными». Поездки на творческие пленэры в Седнев и Гурзуф, где есть возможность непосредственного общения с природой, рисование с натуры удивительных пейзажей. Оксана много работает и в жанре натюрморта, который стал одним из любимых во всем его творчестве.
В 1990-е годы манера письма Оксаны Одайник резко меняется: это уже очень экспрессивные абстрактно-знаковые полотна. Поездка во Францию с персональной выставкой оказало влияние на её творчество. Художница была возможность полнее познакомиться с произведениями Ван Гога. Неудивительно, что вскоре появилась посвящённая ему серия работ (1997—2011).
Главное, что объединяет полотна, написанные Оксаной Одайник в разные периоды, — это постоянные эксперименты с формой и цветом. После абстрактного периода художница снова возвращается к своим излюбленным жанрам, к пейзажу, натюрморту и цветочных композиций.
Однако художница снова в поисках новых горизонтов … Картины «Все в сад» (2009), «Город-2010», «Впечатление» (2010), «Жара» (2011), «Мгновение» (2011) является своеобразной данью эмоциональным впечатлением Оксаны, которые превращаются в главный сюжет полотна. Автору присуще яркое образное видение. Эмоционально насыщенные полотна Оксаны Одайник полны внутренней силы и гармонии. Она использует технику масляной пастозного живописи. Это припадает её полотнам особую чувственной силы. Символично, что, кроме живописи, Оксана попробовала себя в музыкальной импровизации: записала сольный компакт-диск «Украинская песня» в аранжировке киевской композитора Владислава Галинского и рок-группы Некрополис.